# لارس غولي
لارس غولي (بالنرويجية: lars gule‏) (ولد 24 يونيو 1955 -) فيلسوف نرويجي. تخرج بدرجة الدكتوراه في الفلسفة، وهو أستاذ مشارك في جامعة أوسلو ميتروبوليتان. من عام 2000 إلى عام 2005 كان الأمين العام للرابطة الإنسانية النرويجية. غولي أصبح معروفا للجمهور في عام 1977 عندما بعد أن انضم إلى الجبهة الديمقراطية لتحرير فلسطين، اعتقل غولي في بيروت، لبنان بعد العثور على متفجرات في حقائبه، واتهامه بأنها معدة لأهداف إسرائيلية، مما أدى إلى إدانته ستة أشهر وإبعاده لاحقًا. وهو لا يزال ناشط مؤيد لفلسطين. غالبًا ما تستخدم وسائل الإعلام النرويجية غولي كخبير في المسائل المتعلقة بالشرق الأوسط والإسلام والتطرف.